# A-10 Thunderbolt II
A-10 Thunderbolt II er et ildstøttefly, som er beregnet til at angribe jordmål, herunder specielt kampvogne. De ting man havde lært under 2. Verdenskrig for at kunne overleve luftværnsild (f.eks. selvtættende benzintanke), var gået i glemmebogen med indførelsen af overlydsfly. Doktrinen var at luftkampe skulle udkæmpes med missiler, der var altødelæggende. Under Vietnamkrigen gik jetjagere i lav højde tabt pga. mindre sprængstykker fra luftværnsgranater. Amerikanernes erfaringer fra 1965-73 blev brugt til at designe A-10. Flyets opbygning tillader, at dets missioner foregår i lav højde med relativ lav hastighed. Rigelig motorkraft og vingeareal sammen med redundante, og fysisk adskilte, styrekredsløb gør flyet meget lidt sårbart overfor skader, og med den kraftige pansring af cockpitsektionen er flyet kun lidt sårbart og i stand til at flyve med endda omfangsrige skader.
Der er en mening med flyets særlige udseende. Motorernes placering i forhold til haleplanet giver en diffus infrarød signatur, hvilket betyder, at det er svært at se den varme motorudstødning fra jorden, fordi halen skygger. Det gør det sværere at ramme flyet med varmesøgende missiler som f.eks. Stinger. Sammen med udskydning af flares med korte mellemrum har flyet pæne chancer for overlevelse i lav højde over fjendeland.
Bevæbningen er ligeledes speciel, idet flyet med sin syvløbede 30 mm gatling maskinkanon ubetinget bærer det kraftigste våben af sin art. AC-130 er kun delvis sammenlignelig med sine 40 mm og 105 mm kanoner. Thunderbolt kan med sin 30 mm kanon og projektiler af bl.a. forarmet uran nedkæmpe kampvogne og andre pansrede køretøjer. Skudhastigheden er 4.200 skud i minuttet, og da flyet kun kan lades op med 1174/1350 skud (alt efter kilde), er der fornuft i, at kanonens mekanik giver mulighed for byger på 1 og 2 sekunder for at spare på ammunitionen og forhindre overophedning. Rygtet om at kanonens rekyl kan standse flyet i luften og føre til styrt er stærkt overdrevet. En hastighedssænkning kan registreres, men er uden betydning. Derimod er kanonen anbragt forskudt i forhold til symmetriaksen for at tage højde for rekylpåvirkningen fra det skydende løb. En anden skrøne går ud på, at motorerne vil kvæles (flame-out) af de iltfattige krudtgasser ved lange byger. Problemet er ikke irrelevant, men motorernes placering højt på flyets bagkrop holder dem væk fra krudtgasserne, der ledes ud på flyets underside.

## Bevæbning
Foruden maskinkanonen er der elleve våbenophæng på flyet, 8 under vingerne og tre under kroppen med kapacitet til 7.260 kg og mulighed for at bære en kombination af nedenstående:
- Raketter
  - 4× LAU-61/LAU-68 raketbeholdere (med henholdsvis 19×/7× Hydra 70 mm raketter i hver)
  - 4× LAU-5003 raketbeholdere (med 19× CRV7 70 mm raketter i hver)
  - 6× LAU-10 raketbeholdere (med 4× 127 mm Zuni raketter i hver)
- Missiler
  - 2× AIM-9 Sidewinder luft-til-luft-missiler til selvforsvar
  - 6× AGM-65 Maverick luft-til-jord-missiler
- Bomber
  - Mark 80 serien
  - Mk 77 brandbomber
  - BLU-1, BLU-27/B Rockeye II, Mk20, BL-755, CBU-52/58/71/87/89/97 klyngebomber
  - Paveway-serien af laserguidede bomber
  - Joint Direct Attack Munition (kun A-10C)
  - Præcisionsklyngebomber (kun A-10C)
- Andet:
  - SUU-42A/A til Flares Infrarød vildledning og chaff
  - AN/ALQ-131 eller AN/ALQ-184 ECM pods
  - Lockheed Martin Sniper XR eller LITENING måludpegningpods (kun A-10C)
  - 2× 2275 liter Sargent Fletcher droptanke til udvidet rækkevidde/flyvetid.